# Сирк, Артур
А́ртур Йо́ханнес Сирк (эст. Artur Johannes Sirk; 25 сентября 1900, Лехтсе — 2 августа 1937, Эхтернах) — эстонский военный и политик, участник войны за независимость, лидер ультраправого движения вапсов. Националист, антикоммунист, противник консервативных и социалистических партий. Бежал из Эстонии во время диктатуры Пятса, безуспешно пытался организовать восстание.

## Военный и юрист
Родился в многодетной крестьянской семье. В 1919 году окончил военное училище. Добровольцем участвовал в Эстонской освободительной войне, служил на бронепоезде. В 1920 году получил звание младшего лейтенанта. Был награждён Крестом Свободы.
В 1921 году Артур Сирк поступил на сельскохозяйственный факультет, в 1922—1926 годах учился на юридическом факультете Тартуского университета. Окончил курс с отличием. Состоял в студенческой корпорации «Сакала».
Одновременно с учёбой Артур Сирк продолжал службу в эстонской армии. С 1923 по 1925 год командовал взводом в пехотном полку. В 1925—1926 годах был помощником секретаря в военном суде. После получения образования занялся юридической практикой, работал в Таллине адвокатом. Состоял в руководстве нескольких организаций ветеранов Освободительной войны, особым авторитетом пользовался среди политизированной молодёжи.
Владел небольшим хутором в деревне Прууна в Ляэне-Вирумаа, унаследованным от отца.

## Праворадикальный лидер

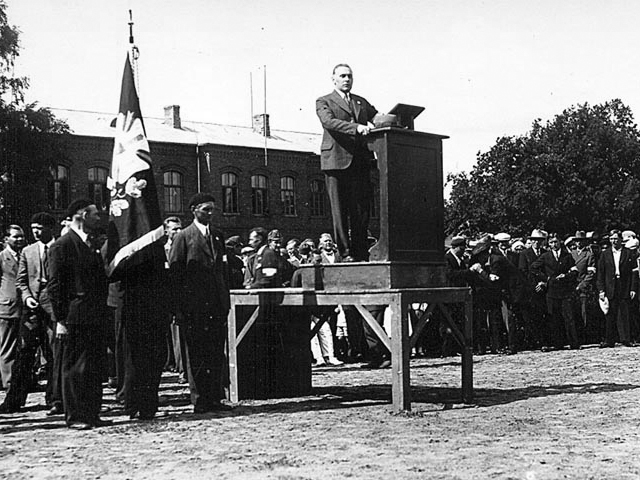
Артур Сирк выступает на митинге вапсов в Пярну

Артур Сирк придерживался националистических взглядов: был убеждённым антикоммунистом и антисоветистом; в то же время жёстко критиковал правящую буржуазную элиту, поддерживал аграрную реформу и экспроприацию крупного землевладения, требовал активной социальной политики, поддержки малоимущих и безработных. Он выступал против государственных старейшин Константина Пятса (которого считал выразителем интересов «земельных баронов»), Аугуста Рея, Отто Штрандмана (к которым был враждебен как к социалистам).
В 1929 году по инициативе Сирка была учреждена Лига ветеранов Освободительной войны, известная также как Движение вапсов. Эта ветеранская организация отличалась повышенной степенью правой политизации. Вапсы во многом напоминали европейские движения раннего фашизма, в особенности финских лапуасцев, с которым поддерживали тесные организационно-политические связи.
Формальным председателем Движения был генерал Андрес Ларка, реальным лидером — Артур Сирк. Под его руководством вапсы обрели заметную популярность. Организация вышла далеко за рамки ветеранской и претендовала на государственную власть. Представительства в Рийгикогу вапсы не имели, но вели активную внепарламентскую работу, ориентируясь на плебисцитарные методы. На референдуме 1932 года им удалось добиться отклонения конституционного проекта.

## Государственный переворот, арест, эмиграция
На выборах 1934 года ожидалось избрание генерала Ларка государственным старейшиной Эстонии. Дабы избежать прихода вапсов к государственной власти, 12 марта 1934 года Константин Пятс при поддержке генерала Лайдонера совершил государственный переворот и установил собственную диктатуру. Лидеры и активисты вапсов, в том числе Артур Сирк, были арестованы по обвинению в заговоре.
11 ноября 1934 года Артур Сирк сумел бежать из тюрьмы при помощи сочувствовавшего вапсам охранника. Некоторое время он скрывался в Таллине, в начале декабря через Латвию перебрался в Финляндию. Ему оказали помощь союзники из Патриотического народного движения (IKL, создано после запрета Движения Лапуа), активисты которого участвовали в деятельности эстонских вапсов. Туда же перебрались жена и дочь Сирка.
5 декабря 1934 полиция Финляндии дала Сирку разрешение на проживание в Лохье — при условии отказа от политической деятельности. Однако Сирк нарушил это обязательство, попытавшись организовать попытку вапсовского контрпереворота в Эстонии в декабре 1935. Был заранее составлен список членов правительства, которое Сирк намеревался возглавить (в частности, пост министра образования отводился Хяльмару Мяэ).
После подавления мятежа Артур Сирк вынужден был уехать из Финляндии. Некоторое время он прожил в Швеции, в январе 1936 года отправился в Великобританию, затем в Нидерланды и оттуда в Люксембург. Обосновался в Эхтернахе. Эстонские власти выдвигали требование об экстрадиции Сирка.

## Смерть и память

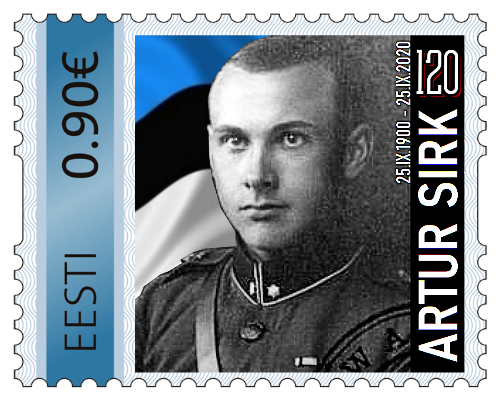
Почтовая марка Эстонии, выпущенная в 2020 году к 120-летию со дня рождения Артура Сирка

31 июля 1937 Артур Сирк получил смертельные травмы при падении из окна. Через день он скончался. Люксембургская полиция провела расследование, по результатам которого был сделан вывод о самоубийстве по причине болезни Бехтерева и психологической подавленности. Существует версия об убийстве Сирка агентами Пятса, но документальных подтверждений она не имеет.
Похороны Артура Сирка состоялись в Хельсинки на кладбище Хиетаниеми. Его могила расположена недалеко от захоронений президентов Финляндии Маннергейма и Реландера. Панихиду служил пастор Элиас Симойоки, один из лидеров IKL, политический соратник Сирка.
Хильда Ирена Сирк, вдова Артура Сирка, в декабре 1939 года перебралась из Хельсинки в Эстонию. Впоследствии она вернулась в Финляндию, где скончалась в 1984 году. Этель Вивиан Бильстрём, дочь Артура Сирка, жила в Швеции, скончалась в 2007 году.
В 2012 году эстонский писатель Ингвар Лухаяэр написал роман «Munamäe lahing. Ajalooline jutustus sellest, mis oleks juhtunud, kui Eesti oleks 30-ndail aastail tõsiselt kaitseks valmistunud ja vene agressioonile otsustavalt vastu astunud» («Битва при Мунамяэ. Историческое повествование о том, что бы произошло, если бы в Эстонии 1930-х серьёзно подготовились к защите от российской агрессии») в жанре альтернативной истории. В смоделированной автором ситуации Артур Сирк становится главой эстонского правительства 1930-х годов, и под его руководством эстонские войска одерживают победу в войне с СССР (при этом невестой Сирка фантастическим образом является известная писательница Советской Эстонии Айра Кааль).
Артур Сирк остаётся авторитетной фигурой для ультраправых националистов современной Эстонии.